# Осоюс 1
Осоюс 1 (англ. Osoyoos 1) — індіанська резервація в Канаді, у провінції Британська Колумбія, у межах регіонального округу Оканаґан-Сімілкамін.

## Населення
За даними перепису 2016 року, індіанська резервація нараховувала 762 особи, показавши зростання на 21,3%, порівняно з 2011-м роком. Середня густина населення становила 5,8 осіб/км².
З офіційних мов обидвома одночасно володіли 30 жителів, тільки англійською — 730. Усього 55 осіб вважали рідною мовою не одну з офіційних, з них 25 — одну з корінних мов.
Працездатне населення становило 40,4% усього населення, рівень безробіття — 12,7%.
Середній дохід на особу становив $32 806 (медіана $26 133), при цьому для чоловіків — $36 893, а для жінок $28 964 (медіани — $30 101 та $23 083 відповідно).
23,5% мешканців мали закінчену шкільну освіту, не мали закінченої шкільної освіти — 31,6%, 45,6% мали післяшкільну освіту, з яких 14,5% мали диплом бакалавра, або вищий.
| Статево-вікова структура населення | Статево-вікова структура населення | Статево-вікова структура населення | Статево-вікова структура населення | Статево-вікова структура населення |
| ---------------------------------- | ---------------------------------- | ---------------------------------- | ---------------------------------- | ---------------------------------- |
|                                    |                                    |                                    |                                    |                                    |
| Всього                             | Всього                             | 48,4%51,6%                         |                                    |                                    |
| 0 — 14 років                       | 0 — 14 років                       |                                    | 13,1%                              | 13,1%                              |
| 15 — 64 років                      | 15 — 64 років                      |                                    | 52,3%                              | 52,3%                              |
| 65 і більше                        | 65 і більше                        |                                    | 34,6%                              | 34,6%                              |
| 85 і більше                        | 85 і більше                        |                                    | 3,3%                               | 3,3%                               |
| 100 і більше                       | 100 і більше                       |                                    | 0,7%                               | 0,7%                               |
| Середній вік (років)               | Середній вік (років)               | 50,549,9                           | 50,2                               | 50,2                               |
| Медіана (років)                    | Медіана (років)                    | 56,856,0                           | 56,6                               | 56,6                               |
| — чоловіки — жінки                 |                                    |                                    |                                    |                                    |

| Походження мешканців:     | Походження мешканців:     | Походження мешканців: | Походження мешканців: | Походження мешканців: |
| ------------------------- | ------------------------- | --------------------- | --------------------- | --------------------- |
| Походження                |                           |                       | осіб                  | %                     |
| Корінні американці        | Корінні американці        |                       | 365                   | 47.1%                 |
| Інше північноамериканське | Інше північноамериканське |                       | 85                    | 10.97%                |
| Європейське               | Європейське               |                       | 495                   | 63.87%                |
| британське                | британське                |                       | 295                   | 38.06%                |
| французьке                | французьке                |                       | 60                    | 7.74%                 |
| українське                | українське                |                       | 25                    | 3.23%                 |
| Латинськоамериканське     | Латинськоамериканське     |                       | 15                    | 1.94%                 |
| Карибське                 | Карибське                 |                       | 10                    | 1.29%                 |
| Африканське               | Африканське               |                       | 10                    | 1.29%                 |

## Клімат
Середня річна температура становить 7,6°C, середня максимальна – 22,7°C, а середня мінімальна – -10,7°C. Середня річна кількість опадів – 336 мм.
| Клімат поселення                              | Клімат поселення | Клімат поселення | Клімат поселення | Клімат поселення | Клімат поселення | Клімат поселення | Клімат поселення | Клімат поселення | Клімат поселення | Клімат поселення | Клімат поселення | Клімат поселення | Клімат поселення |
| Показник                                      | Січ.             | Лют.             | Бер.             | Квіт.            | Трав.            | Черв.            | Лип.             | Серп.            | Вер.             | Жовт.            | Лист.            | Груд.            |                  |
| Середній максимум, °C                         | 2,78             | 5,98             | 9,98             | 14,36            | 18,82            | 22,60            | 22,66            | 22,60            | 17,50            | 11,09            | 4,38             | 0,34             |                  |
| Середня температура, °C                       | −3,97            | −0,79            | 3,23             | 7,61             | 12,06            | 15,84            | 19,15            | 19,09            | 13,97            | 7,60             | 0,87             | −3,17            |                  |
| Середній мінімум, °C                          | −10,73           | −7,55            | −3,52            | 0,85             | 5,30             | 9,06             | 15,65            | 15,59            | 10,48            | 4,10             | −2,62            | −6,67            |                  |
| Норма опадів, мм                              | 30               | 23               | 20               | 23               | 37               | 42               | 29               | 27               | 19               | 19               | 30               | 37               |                  |
| Середньомісячна швидкість вітру, м/с          | 2.30             | 2.22             | 2.67             | 2.85             | 2.77             | 2.72             | 2.68             | 2.57             | 2.38             | 2.40             | 2.43             | 2.30             |                  |
| Середньомісячна сонячна радіація, кДж/м²·день | 3576             | 6997             | 11755            | 16735            | 20512            | 22221            | 23539            | 20237            | 14645            | 8511             | 4044             | 2824             |                  |
| --------------------------------------------- | ---------------- | ---------------- | ---------------- | ---------------- | ---------------- | ---------------- | ---------------- | ---------------- | ---------------- | ---------------- | ---------------- | ---------------- | ---------------- |
| Джерело:                                      |                  |                  |                  |                  |                  |                  |                  |                  |                  |                  |                  |                  |                  |